# Kathleen Addy
Kathleen Addy là một nhà hoạt động người Ghana có mối quan tâm đặc biệt đến quản trị và nhân quyền. Bà là Phó Ủy viên Ủy ban Giáo dục Công dân Quốc gia (NCCE) , một vị trí mà bà đã nắm giữ từ tháng 3 năm 2017. Bà đã làm việc với các tổ chức chính phủ và phi chính phủ ở Ghana để thúc đẩy việc sử dụng chiến lược truyền thông và can thiệp trong việc tăng cường tác động xã hội.

## Giáo dục
Addy tốt nghiệp cử nhân ngành Tâm lý học tại Đại học Ghana. Bà có bằng thạc sĩ về Truyền thông của Trường Nghiên cứu Truyền thông của Đại học Ghana.

## Nghề nghiệp
Năm 2017, Addy được bổ nhiệm làm Phó Chủ tịch Phụ trách Tài chính và Quản trị tại Ủy ban Giáo dục Công dân Quốc gia  bởi Tổng thống Nana Akufo-Addo của Ghana. Addy đã làm việc với các tổ chức xã hội dân sự ở Ghana bao gồm Trung tâm Phát triển Dân chủ (CDD) nơi bà là Giám đốc Truyền thông Afrobarometer cùng với sự giám sát của bảy quốc gia Châu Phi. Addy cũng đã làm việc với Trung tâm Phân tích Chính sách (CEPA) Ghana với tư cách là Cán bộ Nghiên cứu và Truyền thông. với trọng tâm là các thỏa thuận hợp tác kinh tế và trao quyền kinh tế cho phụ nữ.
Addy đã làm việc cho các dự án phát triển kinh tế và giới tính , dựa trên giới tính và bạo lực gia đình , phát triển kinh tế thông qua thương mại quốc tế.